# Rock sperimentale

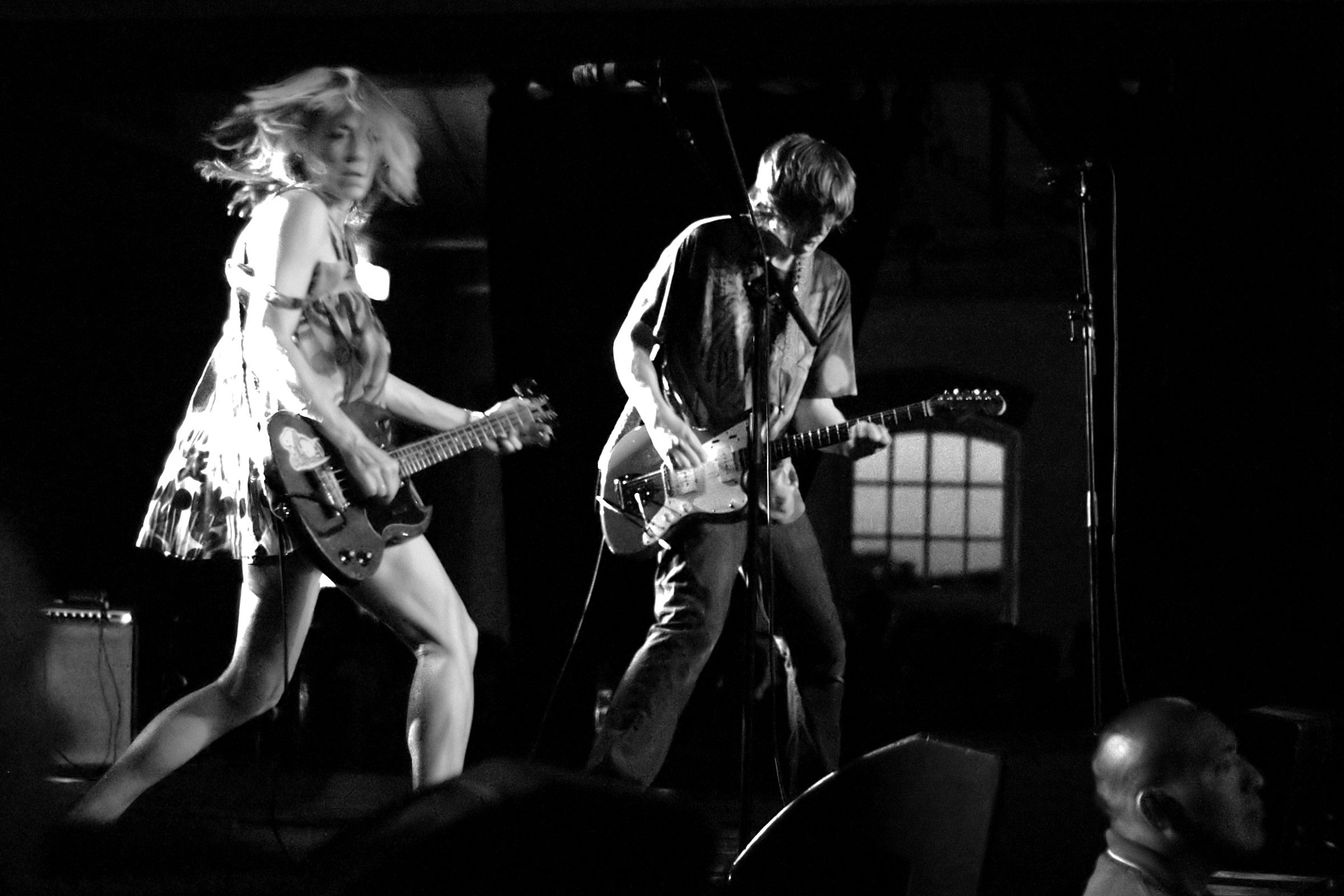
Sonic Youth

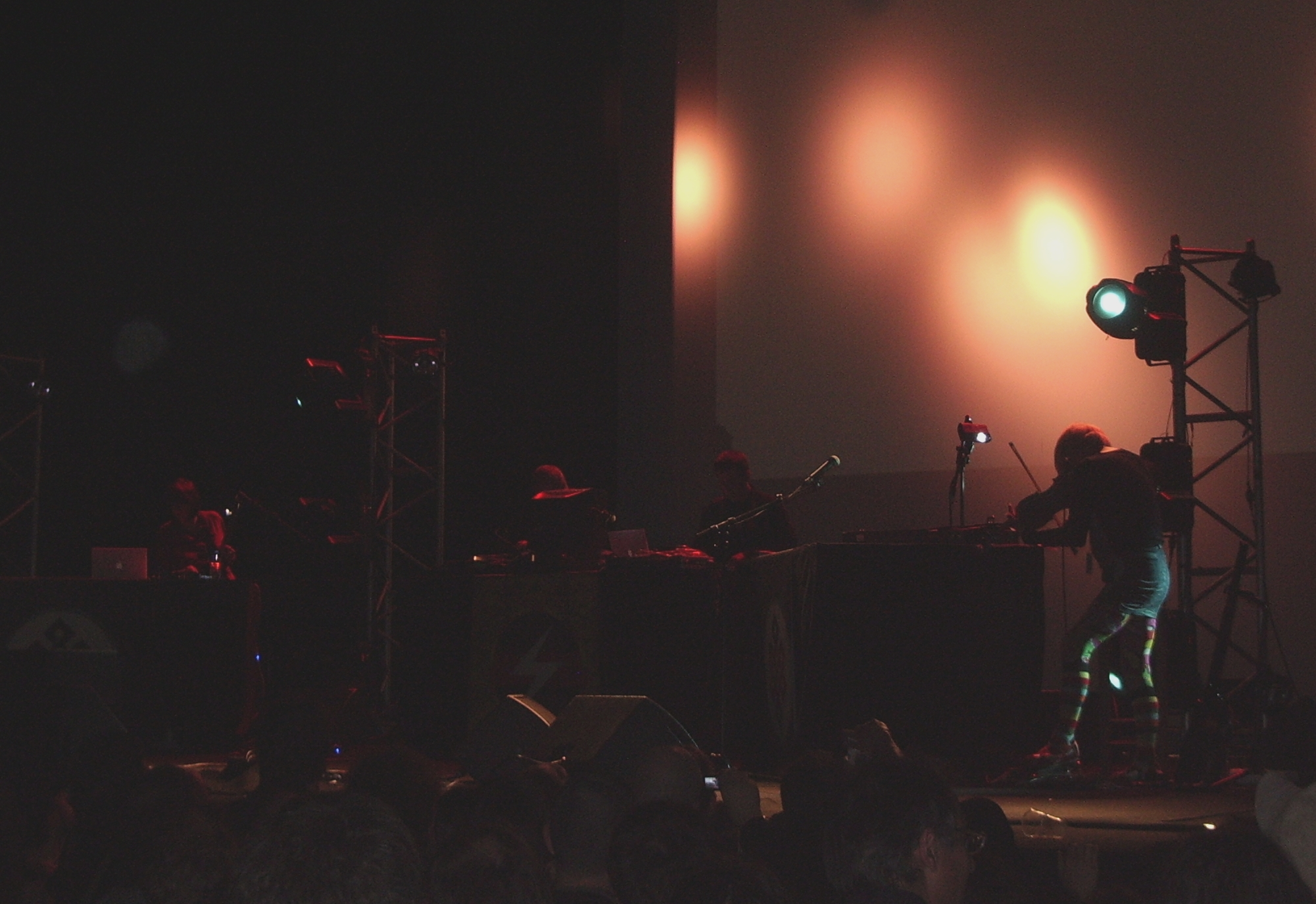
Throbbing Gristle

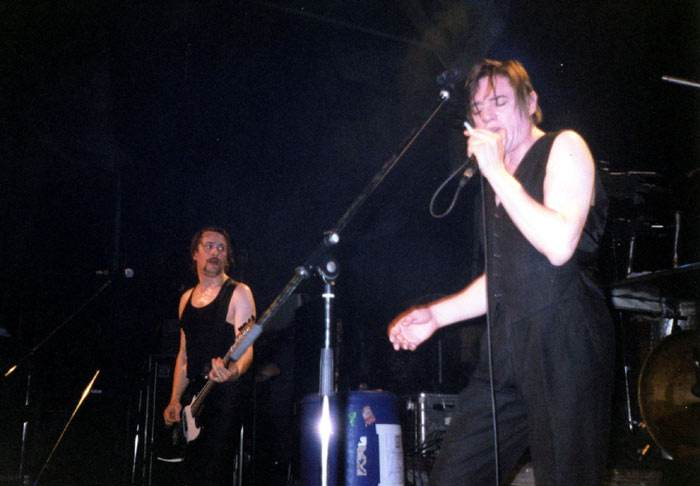
Einstürzende Neubauten

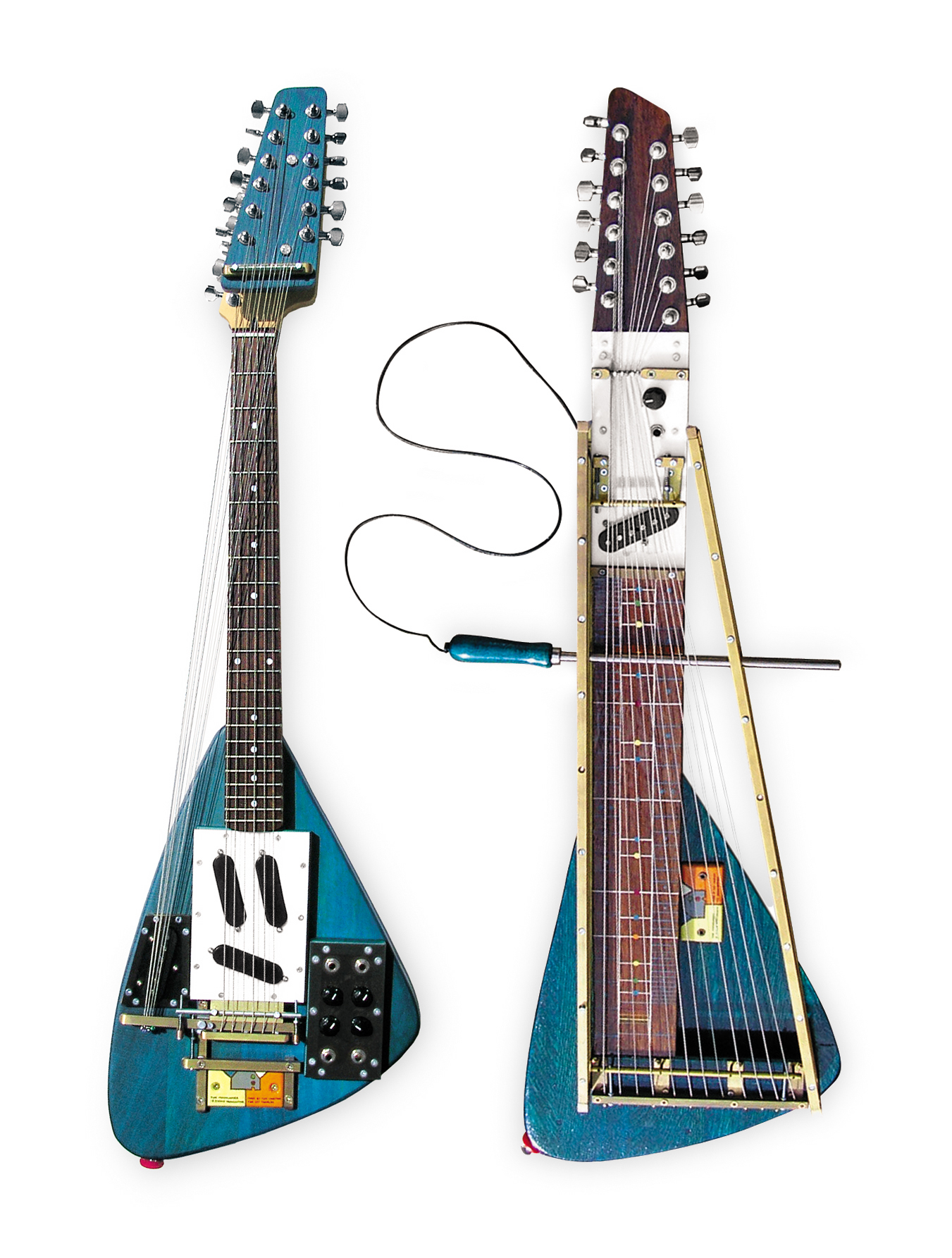
Moonlander & Moodswinger, Yuri Landman

Il rock sperimentale o rock d'avanguardia è un genere musicale della musica rock e sperimentale con gli elementi base del genere, anche se caratterizzato dall'esigenza dell'uscire dai canoni tradizionali del rock, sperimentare tale genere sotto varie forme, con un'alta precisione tecnica nelle composizioni.
Gli artisti possono anche tentare di rivoluzionare la propria musica con strutture ritmiche, stili compositivi, tecniche liriche non convenzionali, elementi di altri generi musicali, stili di cantato, effetti strumentali o provocati da altri strumenti musicali sperimentali su misura.

## Storia

### Anni '60
La metà degli anni '60 è stata un'epoca di crescita esplosiva per la sperimentazione in musica rock. Le band ricavavano influenze da artisti free jazz come John Coltrane e Sun Ra e compositori d'avanguardia come John Cage, Karlheinz Stockhausen, Steve Reich e Terry Riley. Notevoli band sperimentali di questo periodo sono i Fugs, i Velvet Underground, Pink Floyd, Captain Beefheart and the Magic Band, Frank Zappa and The Mothers of Invention, gli United States of America e i Silver Apples.

### Anni '70
Influenzate dalle sperimentazioni di questi gruppi, vi fu una nuova ondata di rock sperimentale nei primi anni '70. C'è stato, per un momento, una scena musicale in Germania chiamata Krautrock, che includeva band di musica psichedelica come Amon Düül II, artisti di "collage sonori" come Faust, e i quasi non classificabili Can. Brian Eno fu un'altra importante figura, specie dopo la dipartita dai Roxy Music al fine di perseguire le proprie idee (che in ultima analisi ha portato alla coniazione del termine "ambient music"). Nello stesso periodo, era attiva la scena di rock sperimentale del progressive rock, che comprendeva un gran numero di band influenzate dalla musica classica contemporanea come Magma, Henry Cow, Area, Univers Zero e tante altre. Un altro gruppo di gran rilievo furono i Residents che, influenzati da artisti quali Captain Beefheart e Frank Zappa, stravolsero le armonie e le strutture tipiche del rock (come nell'album d'esordio Meet The Residents) facendone quasi una parodia e stravolgendone il mito, fino a rivoluzionare il concept album con il loro album Eskimo.
Verso la fine degli anni '70, la New Wave sviluppò un gran numero di diramazioni stilistiche più sperimentali. Questo genere si sviluppò in varie direzioni, tra cui l'art punk portato avanti da Pere Ubu e Television, il noise rock dei Chrome, il synth-rock dei Suicide. Altre diramazioni musicali del punk rock sono la musica industrial (con band come Cabaret Voltaire, Einstürzende Neubauten e Throbbing Gristle) e la No Wave (band come James Chance and the Contortions e DNA).

### Anni '80
Verso la fine degli anni '80 la scena alternativa viene alimentata soprattutto, grazie a band influenzate dai Velvet Underground, come Agitpop, Sonic Youth, Dinosaur Jr., e Big Black. Notevole fu il contributo della scena australiana, in particolare del cantante Nick Cave, che prima con i Birthday Party e poi con i Bad Seeds svilupperà un importante ibrido tra post-punk, musica industriale e canzone d'autore, e del compositore J. G. Thirlwell, in arte Foetus uno dei fari della musica industriale degli anni '80. Gli anni '80 videro anche la nascita e lo sviluppo di un sottogenere del rock psichedelico denominato shoegaze, il cui manifesto fu l'album Psychocandy dei Jesus and Mary Chain e il cui apice artistico venne raggiunto con l'album Loveless dei My Bloody Valentine.

### Anni '90
Molti gruppi indie rock sperimentarono nuovi stili, contribuendo alla nascita del Post-rock; tra questi vi furono gli Slint, che vennero influenzati dall'Hardcore punk, i Bark Psychosis, gli ultimi lavori dei Talk Talk, che raccoglievano influenze da Miles Davis e la musica ambient e i Tortoise, particolarmente influenzati dal krautrock. Per quanto riguarda la scena italiana si possono citare i Marlene Kuntz e i Verdena capaci di integrare momenti di rock sperimentale nella loro produzione.

### Il 2000
Con la fine degli anni '90, le forme non strumentali dell'indie rock divennero sempre più sperimentali. Alcuni degli innovatori di questo settore sono associati a band come gli Elephant 6, tra cui Neutral Milk Hotel e The Olivia Tremor Control; più tardi indie band sperimentali come Deerhoof, Liars, U.S. Maple, Xiu Xiu, Man Man, The Fiery Furnaces, e TV on the Radio.
Una seconda ondata di band delle scene post-hardcore e neoprogressive hanno segnato lo stile del rock sperimentale, in particolare The Mars Volta, John Frusciante e il suo progetto Ataxia, Steven Wilson, Thrice, la Happy Graveyard Orchestra, Circa Survive, The Sound of Animals Fighting, Mew e Dredg, con un'altra esplosione di band sperimentali che sono emerse grazie allo sviluppo di MySpace.